# Weltmeisterschaften im Gewichtheben 1898
Die 2. Weltmeisterschaften im Gewichtheben fanden vom 31. Juli bis zum 1. August 1898 in der cisleithanischen Hauptstadt Wien statt. An den von der International Weightlifting Federation (IWF) ausgetragenen Wettkämpfen nahmen elf Gewichtheber aus drei Nationen teil.

## Medaillengewinner
| Disziplin | Gold         | Silber        | Bronze              |
| --------- | ------------ | ------------- | ------------------- |
| Zehnkampf | Wilhelm Türk | Eduard Binder | Georg Hackenschmidt |

## Medaillenspiegel
Die Platzierungen im Medaillenspiegel sind nach der Anzahl der gewonnenen Goldmedaillen sortiert, gefolgt von der Anzahl der Silber- und Bronzemedaillen (lexikographische Ordnung). Weisen zwei oder mehr Nationen eine identische Medaillenbilanz auf, werden sie alphabetisch geordnet auf dem gleichen Rang geführt.
| Rang | Nation                 | Gold | Silber | Bronze | Gesamt |
| ---- | ---------------------- | ---- | ------ | ------ | ------ |
| 1.   | Cisleithanien          | 1    | 1      | 0      | 2      |
| 2.   | Russisches Kaiserreich | 0    | 0      | 1      | 1      |